# تمایل
تمایل صورت‌های مختلفی از نشان دادن شروع یک فعالیت، یا حالت ذهنی همراه با میل به اقدام یک عمل و گرایش آگاهانه به آن عمل است. تمایل هنوز در مفهومی عام و نادقیق به‌کار برده می‌شود تا بر عوامل «درونی» تعیین‌کنندهٔ عمل، همراه با ویژگی‌های تبعی انگیزه‌ها تأکید شود.